# Naftali Temu
Naftali Temu, né le 20 avril 1945 et décédé le 10 mars 2003, était un athlète kényan, champion olympique du 10 000 m à Mexico en 1968.

## Biographie
Né à Sotik, Naftali Temu est apparu sur la scène internationale des courses longues distances aux Jeux du Commonwealth de Kingston (Jamaïque), où il a battu le détenteur du record du monde Ron Clarke sur les 6 miles. Deux jours plus tard, il finissait quatrième des 3 miles.
Aux Jeux olympiques d'été de 1968, dans la finale du 10 000 m, seul l'Éthiopien Mamo Wolde pu supporter son rythme. Wolde prit la tête à la cloche mais Temu le passa à 50 m de l'arrivée pour remporter l'or. Quatre jours plus tard, il participait encore à la finale du 5 000 m, remportant le bronze, battu par Mohammed Gammoudi et Kip Keino. Il prit encore part au marathon où il eut une grande bataille avec Wolde, mais celui-ci s'échappa juste après les 30 km. Fatigué, Temu termina seulement à la dix-neuvième place.
Le meilleur de sa carrière était derrière lui. Il termina dix-neuvième sur 10 000 m aux jeux du Commonwealth de 1970 et fut éliminé en série du 10 000 lors des Jeux olympiques d'été de 1972.
Naftali Temu est décédé suite d'un cancer de la prostate à Nairobi à l'âge de 57 ans. La maladie avait été diagnostiquée plusieurs mois avant sa mort, mais il ne pouvait pas payer les 600$, montant du coût du traitement.

## Palmarès

### Jeux olympiques d'été
- Jeux olympiques d'été de 1968 à Mexico ( Mexique)
  -  Médaille de bronze sur 5 000 m
  -  Médaille d'or sur 10 000 m
  - 19e au marathon
- Jeux olympiques d'été de 1972 à Munich ( Allemagne de l'Ouest)
  - éliminé en série du 10 000 m

### Jeux du Commonwealth
- Jeux du Commonwealth de 1966 à Kingston ( Jamaïque)
  - 4e sur 3 miles
  -  Médaille d'or sur 6 miles
- Jeux du Commonwealth de 1970 à Édimbourg ( Écosse)
  - 19e sur 10 000 m